# 吴振南
吴振南（1882年—1961年），别号锡九，男，江苏仪征人，中国军事人物，曾任中华民国海军少将，上海交通大学教授，上海市人民政府参事、

## 家庭
子吴桢。